# 安川英昭
安川 英昭（やすかわ ひであき、1931年11月13日 - 2014年2月25日）は、日本の技術者、実業家。セイコーエプソン代表取締役社長を務めた。

## 略歴
東京都生まれ。北海道小樽市で育つ。北海道庁立小樽中学校（現・北海道小樽潮陵高等学校）を経て、1955年東京大学工学部精密工学科卒業、第二精工舎（現・セイコーインスツル）入社。1959年諏訪精工舎（現・セイコーエプソン）転籍。自動巻き腕時計「ジャイロマーベル」、世界初のクォーツ腕時計「セイコークォーツ・アストロン」などを開発し商品化。1976年同社取締役。1991年セイコーエプソン代表取締役社長。1998年長野県経営者協会会長。2001年セイコーエプソン会長。2002年日本経団連理事。2003年同社の東証一部上場に尽力。同社相談役を経て、2009年同社名誉相談役。サイトウキネン理事などを務めた。

## 著書

### 単著
- 『意志あるところに道は開ける』学芸みらい社信州倶楽部叢書 2015年

### 共著
- 『いま語る私の歩んだ道 1』渡辺淳一、倍賞千恵子、名塩良一郎、小檜山博、輪島功一共著 北海道新聞社 2006年